# Голуб Самійло
Самійло Голуб з Морозовичів (пом. після 1656) — руський шляхтич, військовик Королівства Польського, дипломат. Ротмістр Його королівської милості. Командувач загону татарської кінноти (близько 200 вершників) князя Самуеля Кароля Корецького під ча походу приватного війська останнього на степове Побужжя проти татар у серпні-жовтні 1644 року. Разом з князем С. К. Корецьким брав участь у битві проти козаків під Корсунем 1648 року, звідки пораненим утік до Корця.
Учасник коронного посольства до Війська Запорозького в березні 1656.